# Blackberry

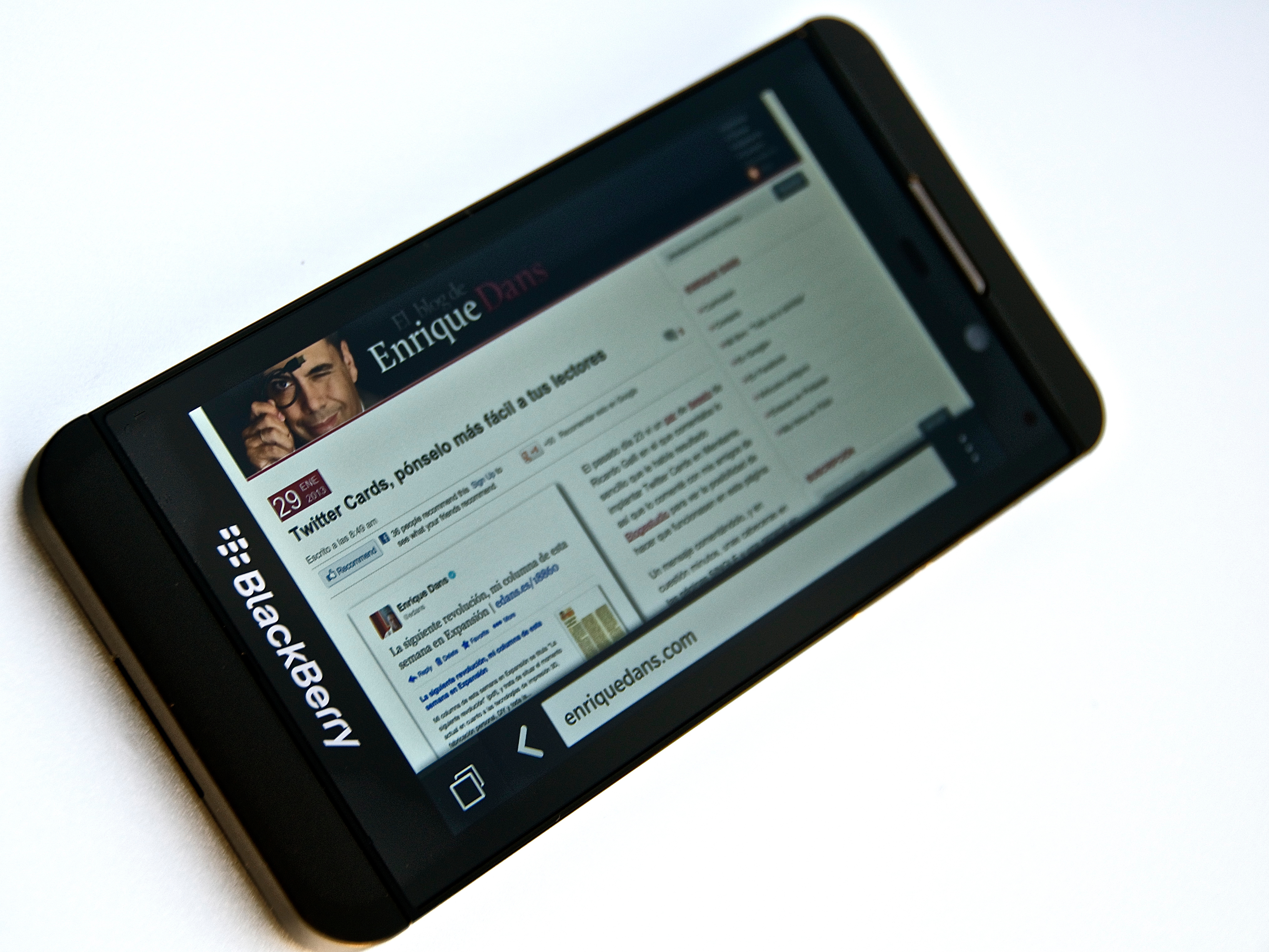
Blackberry Z10.

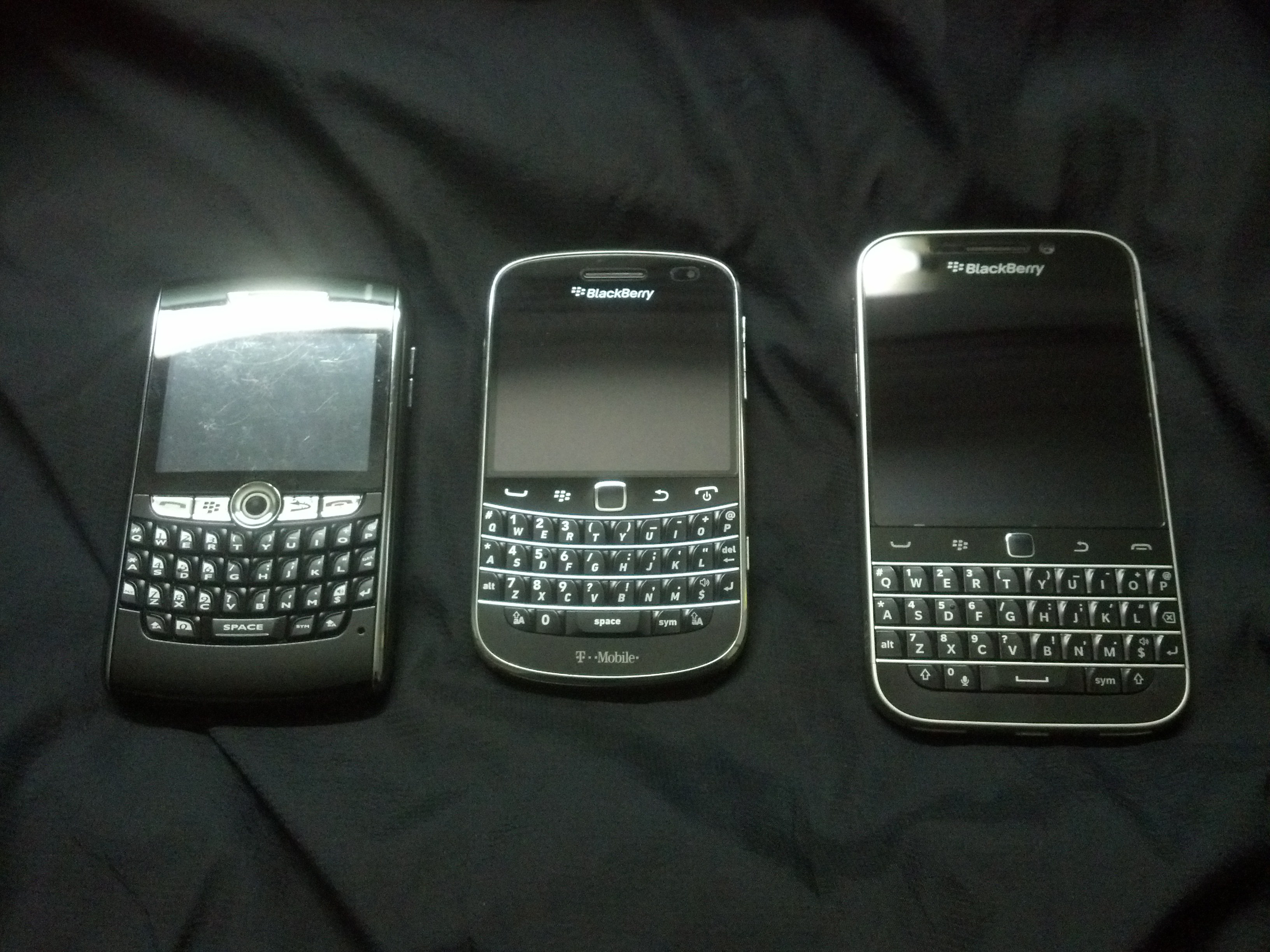
BlackBerry 8820, BlackBerry Bold 9900 och BlackBerry Classic.

Blackberry, i marknadsföringssyfte skrivet BlackBerry, är en serie av mobila enheter och tjänster, vars handdatorer introducerades 1999, först i USA och Kanada. Den lilla datorn fick en mycket stor användning i främst USA beroende på sin möjlighet att enkelt hantera e-post i en bärbar dator. Framgången i Sverige och resten av Europa har varit mer begränsad. Blackberry utvecklades av det kanadensiska företaget Research in Motion Limited (RIM), men designas och marknadsförs sen 2012 av Blackberry Limited. Den första modellen kommunicerade via nätverk av typ Mobitex, där företaget hade ett tidigare samarbete med bland andra Ericsson. Senare modeller har istället kommunicerat via vanliga GSM-mobilnät. 
De senaste Blackberrymodellerna är Z30, Z10, Q10 och Q5. Z10 and Q10 släpptes den 30 januari 2013 och Q5 i maj 2013. Användargränssnittet varierar mellan modellerna; flertalet har varit försedda med ett fysiskt QWERTY tangentbord, medan de senare generationerna har gått över till multi-touch pekskärm och virtuellt tangentbord.

## Funktionalitet
Blackberry har haft funktioner för e-post, mobiltelefoni, textmeddelanden, internetfax, webbläsning och andra trådlösa informationstjänster. Det var till en början främst möjligheten till e-post som fick många kunder att köpa den. Numera kan Blackberrys e-post-funktion hanteras även på andra typer av handdatorer, som t.ex. Palm, och mer avancerade mobiltelefoner från t.ex. HTC, Nokia och Sony Ericsson med programvaran Blackberry Connect. Den ursprungliga Blackberry-datorn hade en monokrom skärm, men dagens modeller har alla färgskärmar. 
Blackberry har vanliga funktioner för en handdator, som adressbok, kalender, anteckningar etc, liksom mobiltelefoni (på nyare modeller). Men den har främst blivit känd för sin möjlighet att hantera e-post, när man har kontakt med olika slags trådlösa nätverk. Ännu mera känd är den för Blackberry Messenger, ibland användare ofta kallat bara BBM, en chatfunktion som bara fungerar mellan Blackberries. Varje telefon har ett unikt hexadecimalt nummer med 8 siffror kallat PIN, vilket identifierar den.
Blackberry Bold 9790 har även NFC.
Blackberry Touch 9810 är inte som en handdator eftersom den bara har pekskärm, inte tangentbord.